# Anabasis pelliotii
Anabasis pelliotii là loài thực vật có hoa thuộc họ Dền. Loài này được Danguy mô tả khoa học đầu tiên năm 1912.